# Droga A282 (Wielka Brytania)
Droga krajowa A282 (znana również jako „Canterbury Way”) jest drogą przecinającą rzekę Tamizę pomiędzy hrabstwami Essex i Kent w Anglii. A282 ma zjazdy ponumerowane, tak aby utrzymać numerację z M25 (London Orbital). Droga A282 jest drogą w całości klasy A, nie autostradą, więc można przedostać się na drugi brzeg rzeki bez żadnych ograniczeń. Piesi i rowerzyści są przewożeni promem.